# Duiker poldergemaal Plesmanlaan
Duiker Poldergemaal Plesmanlaan is een kunstwerk in Amsterdam-West.
De duiker is gelegen onder de Plesmanlaan in Slotervaart. Ze verzorgt de verbinding tussen de Slotervaart en het Poldergemaal Plesmanlaan. Dat gemaal verzorgt onder andere de waterstand in Natuurpark Vrije Geer.
Over de duiker is een brug gelegd, die vanaf de Plesmanlaan als zodanig niet opvalt. De duiker en brug zijn vanaf de weg alleen herkenbaar aan de "brugleuning" aan de zuidkant. Vanaf het gemaal is over de kleine boezem de bakstenen zuidwand over de duiker te zien. De noordkant van de duiker eindigt in de Slotervaart, die grotendeels bakstenen walkanten heeft, maar juist hier is doorbroken om een overgang te krijgen tussen de vaart en het land (genaamd De Slenk). Het systeem dateert van rond 1977, aldus de Basisregistraties Adressen en Gebouwen (BAG).
Het systeem kreeg het brugnummerplaatje 710 (zie foto in de infobox). Brug 710 in Amsterdam is echter een vaste brug in diezelfde Plesmanlaan nabij de Ringspoorbaan. In de omgeving van die brug hebben alle bruggen brugnummers die rond de 710 liggen; die bruggen dateren van de jaren vijftig/zestig. Het brugnummer 710 is gezien bouwtijd en plaats waarschijnlijk abusievelijk op deze duiker terecht gekomen. 

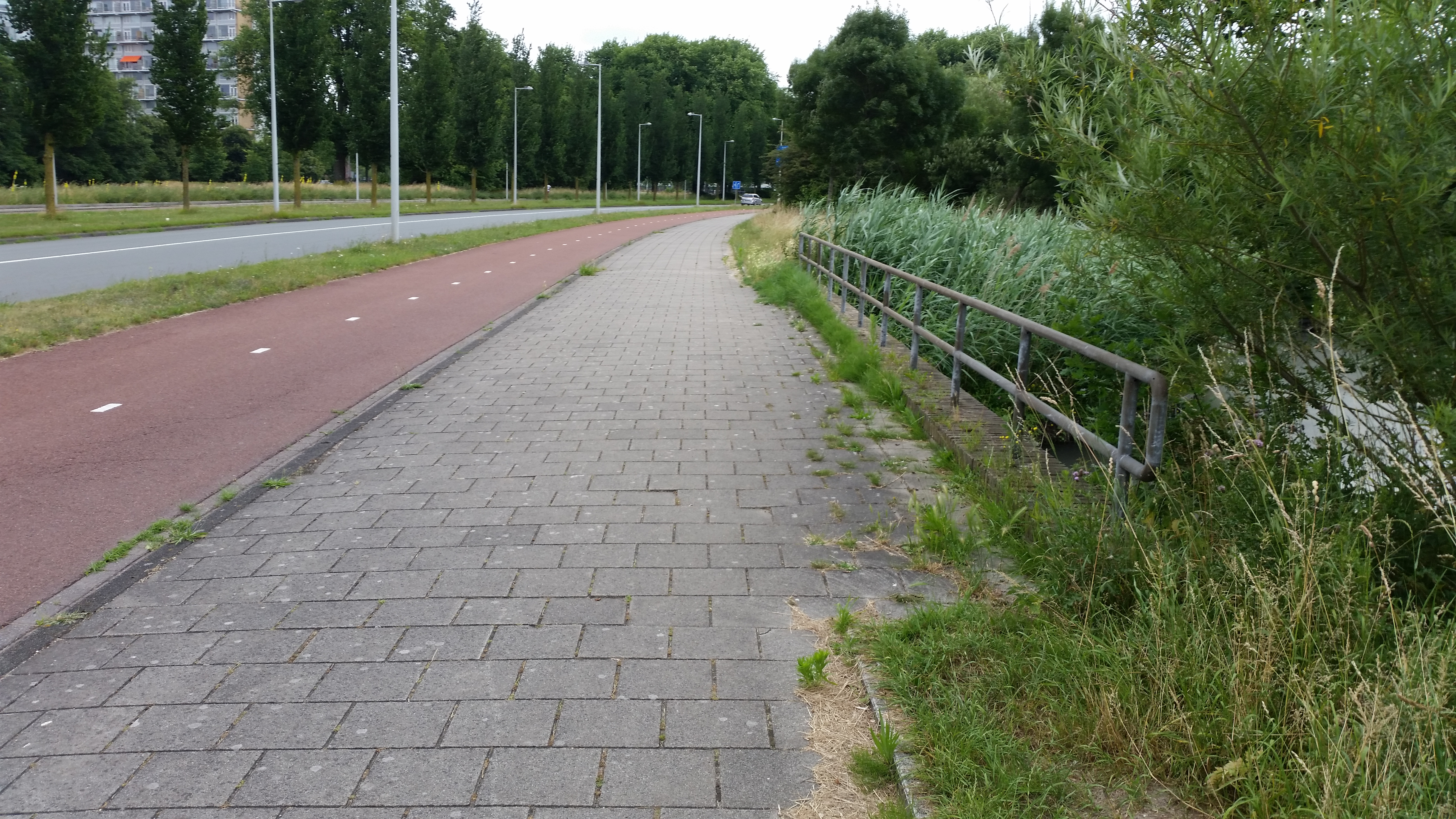
Plesmanlaan met brugleuning